# Crotalaria strigosa
Crotalaria strigosa är en ärtväxtart som beskrevs av Wenceslas Bojer. Crotalaria strigosa ingår i släktet sunnhampor, och familjen ärtväxter. Inga underarter finns listade i Catalogue of Life.